# 土肥伊都子
土肥 伊都子（どひ　いつこ、1963年 -　）は、日本の社会心理学者、神戸松蔭女子学院大学教授。
大阪府生まれ。宮崎と静岡で育つ。静岡県立静岡高等学校卒業。1985年立教大学文学部心理学科卒業。1990年関西学院大学社会学研究科博士後期課程単位取得退学。1997年「ジェンダーに関する自己概念の研究-男性性・女性性の規定因とその機能」で社会学博士。1997年四天王寺国際仏教大学専任講師、1999年助教授、2001年神戸松蔭女子学院大学人間科学部心理学科助教授、2005年教授。

## 著書
- 『ジェンダーに関する自己概念の研究 男性性・女性性の規定因とその機能』多賀出版 1999
- 『「好き」と「嫌い」を心理学してみました この不思議な気持ち!』こう書房 2004
- Gender Personality in Japanese Society : the Determinants of Femininity/Masculinity, Mental Health, Female-male Relationships, and Cultural Factors. Union Press, 2014

### 共編著
- 『ジェンダーの心理学 「男女の思い込み」を科学する』青野篤子,森永康子共著 ミネルヴァ書房 1999
- 『女と男のシャドウ・ワーク』藤田達雄共編 ナカニシヤ出版 2000
- 『福祉の社会心理学 みんなで幸せになる方法』諸井克英共著 ナカニシヤ出版 2001

## 論文
- Cinii